# Bassano Virtus 55 Soccer Team
Bassano Virtus 55 Soccer Team é um time italiano de futebol, da cidade de Bassano del Grappa, Veneto. O clube foi fundado em 1920 como U.S. Bassano (Unione Sportiva Bassano) e fundido com Virtus Bassano em 1968. Bassano Virtus atualmente joga na Campeonato Italiano de Futebol de 2011-12 na Lega Pro Prima Divisione (grupo A). As cores do time são o amarelo e o vermelho.
O proprietário é Renzo Rosso, empresário e fundador da Diesel S.p.A.

## Grandes jogadores
- Luigi Beghetto
- Gianni De Biasi
- Marino Magrin
- Fabio Moro
- Carlo Nervo

## Grandes técnicos
- Giovanni De Biasi
- Giuseppe Pillon